# Kanton Sainte-Marie-2
Kanton Sainte-Marie-2 is een voormalig kanton van het Franse departement Martinique. Kanton Sainte-Marie-2 maakte deel uit van het arrondissement La Trinité en telde 11.601 inwoners in 2007. Het werd zoals alle kantons van Martinique opgeheven op 1 januari 2016.

## Gemeenten
Het kanton Sainte-Marie-2 omvatte uitsluitend een deel van de gemeente Sainte-Marie.